# Vattnadal
Vattnadal eller Riftedal (engelska: Rivendell) är en dal i Midgård från J.R.R. Tolkiens böcker Sagan om ringen och Bilbo – En hobbits äventyr. Där hade Elrond sitt hus tillsammans med många alver. Dalen var belägen vid Dimmiga bergen på den östra sidan av Eriador

## Etymologi
Det alviska namnet på Vattnadal är Imladris. På sindarin betyder imlad 'dal' eller 'sänka', ris betyder 'ravin'. Ordet kommer från ordroten som betyder skära. Det engelska namnet Rivendell betyder 'kluven dal'. Det är översättningen av väströnas Karningul.

## Beskrivning
Vattnadal låg vid kanten av en smal klyfta av floden Bruinen, men som ligger väl dold bland stäpperna och foten av Dimmiga bergen. Den låg på den östra sidan av kungariket Arnor, nära dess östra provins vid namn Rhudaur. Vattnadal låg på ungefär samma latitud som motsvarar dagens Oxford.  
I Vattnadal fanns en stor sal med ett podium och flera bord för festande. Det fanns en till sal, kallad Eldens sal, med en eldstad som brinner hela året runt med ristade pelare på vardera sida om den. Salen användes som en plats där folk kunde sjunga och berätta sagor, men som står tom under resten av tiden så att folk kunde gå dit för att fundera i enrum. På den östra sidan av Vattnadal fanns en stor altan, där bland annat Frodo Bagger finner sina vänner när han vaknar och där Elronds råd framfördes.
Klimatet i Vattnadal var oftast svalt, med lagom varma somrar, ganska snöiga, dock inte iskalla, vintrar och måttligt nederbörd. 

## Historia
Vattnadal grundades år 1697 under den andra åldern som tillflyktsort när Gil-galad sände en styrka med Elrond i spetsen för att rädda de alver från Hollin som blivit anfallna av Saurons styrkor och flytt till bergen. 
Saurons styrkor anföll och belägrade Vattnadal innan Gil-galad sände en armé som förintade Saurons orcher och återtog Vattnadal. I slutet av den andra åldern bildade Elendil och Gil-galad den sista alliansen mellan människor och alver för att utmana Sauron, och deras armé stannade en stund vid Imladris innan de passerade de Dimmiga bergen. Isildurs fru och hans yngste son, Valandil, var i Imladris under den tiden, och Isildur färdades tillbaka till dem efter Saurons stora nederlag, men han blev överfallen vid Glitterfälten och dog. Elrond mottog hans svärd, Narsil (som låg i spillror), och Valandil tog Isildurs roll som kung över Arnor och lämnade Imladris för att resa till Annúminas.
Under den tredje åldern var Vattnadal en tillflyktsort och fristad för midgårds folk. Elrond kom att styra Vattnadal och bodde där med sin familj, sina söner Elladan och Elrohir samt sin dotter Arwen. Isildurs arvingar bodde också där på grund av hans släktskap med Elrond, som ättling till hans bror Elros. Under 1400-talet i den tredje åldern blev Vattnadal återigen anfallet, denna gång av häxmästaren av Angmar och hans styrkor, men styrkor från Lothlórien drev bort fienden. 
Efter förintelsen av Arnor år 1975 kom Aranarth, den första hövdingen av Dúnedain, att fostra sin son i Vattnadal, liksom alla andra söner till Dúnedains hövdingar under flera århundraden. Elrond kom att fostra den unge Aragorn, som bodde med dem tills vuxen ålder. Aragorn skulle senare bli kung över Gondor och Arnor. De arvegods och skatter från Isildurs hus kom också att förvaras i Vattnadal, bland dessa fanns också några av de få kvarvarande dokument som innehöll historier om Númenor.
Under färden mot Erebor, år 2941, stannade Bilbo Bagger i Vattnadal med dvärgarna från Ensamma berget, och även på vägen tillbaka till Fylke med Gandalf.
Flera decennier senare, år 3018, reste Frodo Bagger och hans följeslagare till Vattnadal, där de träffade Bilbo, som hade bott där efter sin 111:e födelsedag. Flera andra alver, dvärgar och människor hade också rest till Vattnadal för andra ärenden, och under Elronds råd lärde de sig att alla deras ärenden var relaterade till Saurons ring, och de var tvungna att besluta om vad man skulle göra åt ringen. I slutändan bestämdes det att ringen, som Frodo hade i sitt förvar, skulle förstöras genom att kasta den i Domedagsberget i landet Mordor, Saurons mörka rike.
Under början av den fjärde åldern lämnade Elrond Vattnadal och gav sig av med båt mot Valinor; hans söner tog över härskandet och bodde där tillsammans med Celeborn innan de alla drog västerut någon gång under den fjärde åldern. Det är inte säkert när Vattnadal blev helt övergivet.